# کره دایسون
کرهٔ دایسون (به انگلیسی: Dyson sphere) یک ابرسازهٔ فرضی است که به‌طور کامل یک ستاره را فرا می‌گیرد و قسمت بزرگی از توان خروجی آن را به دام می‌اندازد. این مفهوم یک آزمایش فکری برای نشان دادن این است که چطور زمانی اتفاق می‌افتد که یک تمدن با توانایی پرواز فضایی به انرژی نیازمند است و این انرژی به تنهایی از منابع سیارهٔ مادر قابل تأمین نیست. تنها کسری از انرژی منتشرشده از یک ستاره به سیارهٔ دور آن می‌رسد. ساختن سازه‌هایی که یک ستاره را در برمی‌گیرند به یک تمدن امکان می‌دهد انرژی بسیار بیشتری برداشت کنند.

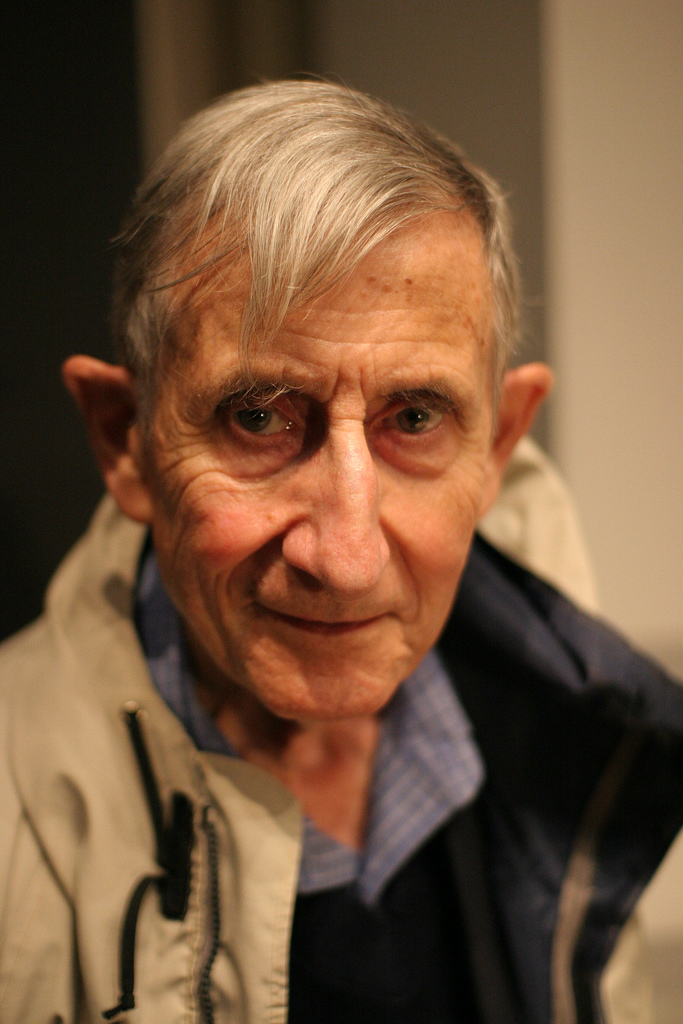
فریمن دایسون

## ریشه ایده
ایدهٔ کره دایسون، نتیجهٔ یک آزمایش فکری توسط فیزیکدان و ریاضیدان فریمن دایسون است. زمانی که او استدلال کرد که همهٔ تمدن‌های تکنولوژیکی، به‌طور مدام نیازهایشان را برای انرژی افزایش می‌دهند. او بیان کرد که اگر تمدن انسان به اندازهٔ طولانی، نیازهای انرژی‌اش را توسعه دهد زمانی فرا می‌رسد که اندازهٔ آن برابر کل انرژی خروجی خورشید خواهد شد. او سامانه‌ای از سازه‌های در مدار (که او در ابتدا آن را پوسته نامید) را پیشنهاد کرد که برای در سر راه قرار گرفتن و جمع‌آوری همه انرژی تولید شده توسط خورشید، طراحی شده‌اند. طرح دایسون، جزئیات چگونگی ساخت این سامانه را مطرح نمی‌کند، بلکه تنها بر روی مسئلهٔ جمع‌آوری انرژی تمرکز می‌کند، بر این اساس که چنین ساختاری بوسیلهٔ طیف تابشی غیرمعمول آن نسبت به یک ستاره، قابل تمایز است. مقاله او که با نام جستجو برای منبع ستاره‌ای مصنوعی با تابش فروسرخ در سال ۱۹۶۰ در مجله ساینس منتشر شد از این جهت این که برای نخستین‌بار مفهوم کره دایسون را فرمول بندی کرد مورد توجه است.

## امکان‌پذیری
اگرچه چنین ابرساختارهایی از نظر تئوری امکان‌پذیر است، ساخت یک کره دایسون پایدار در حال حاضر بسیار فراتر از ظرفیت مهندسی بشر است. تعداد وسایل نقلیه مورد نیاز برای به دست آوردن، انتقال و نگهداری یک کره کامل دایسون بسیار فراتر از قابلیت‌های صنعتی امروزی بشر می‌باشد. جورج دورسکی (George Dvorsky)برای غلبه بر این محدودیت در کوتاه مدت، استفاده از ربات‌های خود تکثیر شونده را پیشنهاد می‌کند. برخی پیشنهاد کرده‌اند که چنین زیستگاه‌هایی را می‌توان در اطراف کوتوله‌های سفید و حتی تپ اخترها ساخت.

## نگارخانه

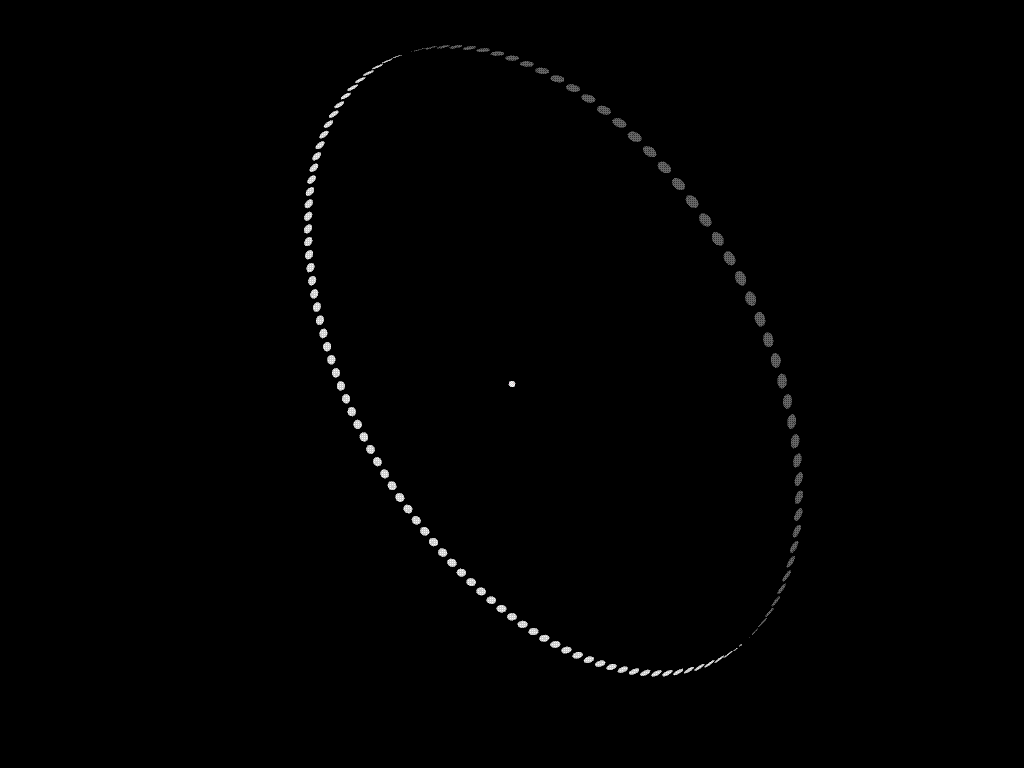
حلقه دایسون، ساده‌ترین شکل یک تودهدایسون است که دارای شعاع یک واحد نجومی است، جمع‌آوری کننده‌ها دارای قطر ۱‎×۱۰۷ کیلومتر (معادل ۱۰ گیگامتر) یا ۲۵≈ برابر فاصله قمری هستند و با فاصله ۳ درجه از مرکز به مرکز، در مداری دایره‌ای قرار گرفته‌اند.
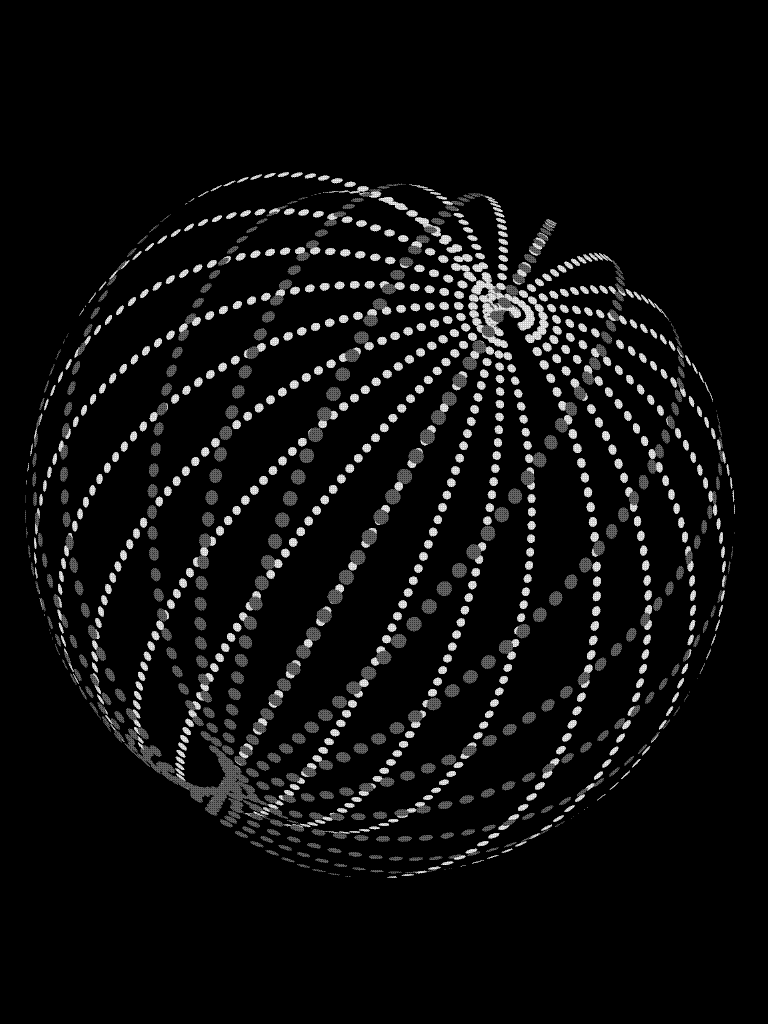
ترکیبی ساده از چندین حقلهدایسون برای تشکیل دادن یک تودهدایسون پیچیده تر، در شکل نشان داده شده‌است. شعاع‌های مداری این حلقه، ۱/۵‎×۱۰۷ کیلومتر از یکدیگر فاصله دارند، اما شعاع متوسط مداری هنوز هم یک واحد نجومی است. شعاع‌ها نسبت به یکدیگر به دور یک محور چرخش مشترک، ۱۵ درجه چرخش دارند.
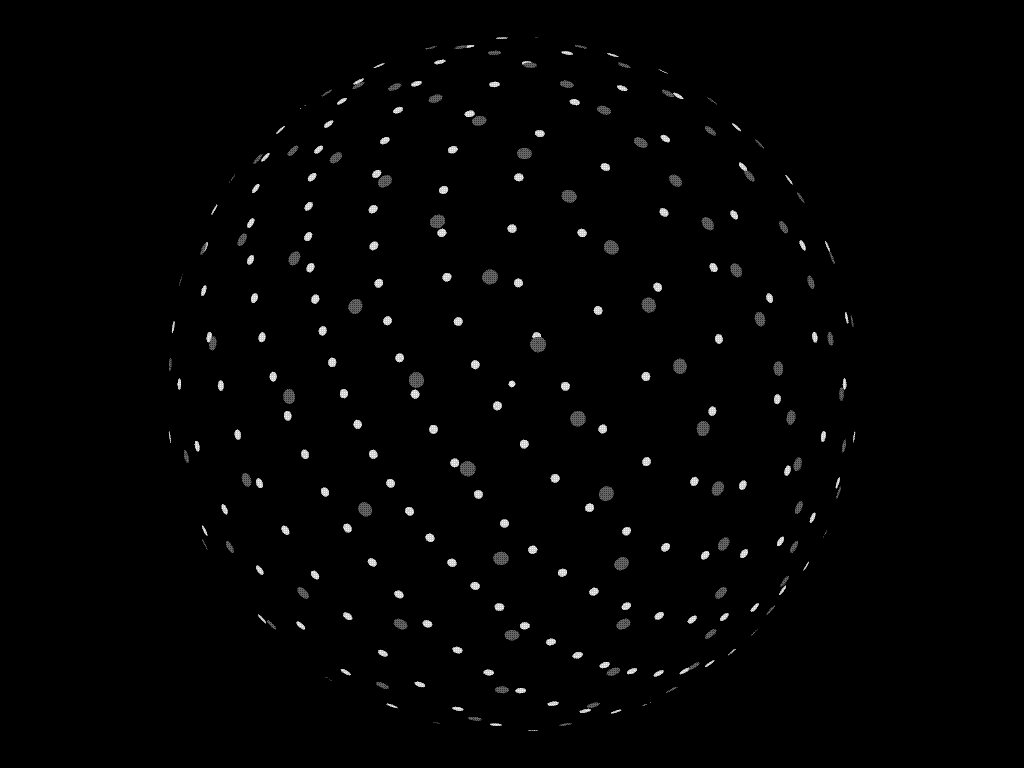
یک حباب دایسون: ترکیبی از استاتی‌ها (ماهواره‌های ثابت) به دور یک ستاره به شکل یک الگوی غیر مداری، هستند. تا زمانی که یک ماهواره، میدان دید آن نسبت به ستاره‌اش مسدود نشده باشد می‌تواند در کنار ستاره‌اش، در هر نقطه از فضا، شناور باقی بماند. این ترکیب نسبتاً ساده، تنها یکی از شکل‌های نامحدودی است که استاتی‌ها می‌تواند داشته باشند و تنها به عنوان تضادی در برابر توده دایسون هستند. استاتی‌ها با همان اندازه جمع‌آوری کننده‌ها در شکل بالا، نمایش داده شده‌اند و دارای فاصله یکسان یک واحد نجومی از ستاره هستند.
پوسته دایسون، شکل نشان داده شده، برشی مقطعی از یک کره دایسون ایدئال است که یکی از گونه‌های طرح اصلی فریمن دایسون است و در این شکل دارای شعاع یک واحد نجومی و ضخامت پوسته ۳ متر است.